# Piranoscopio

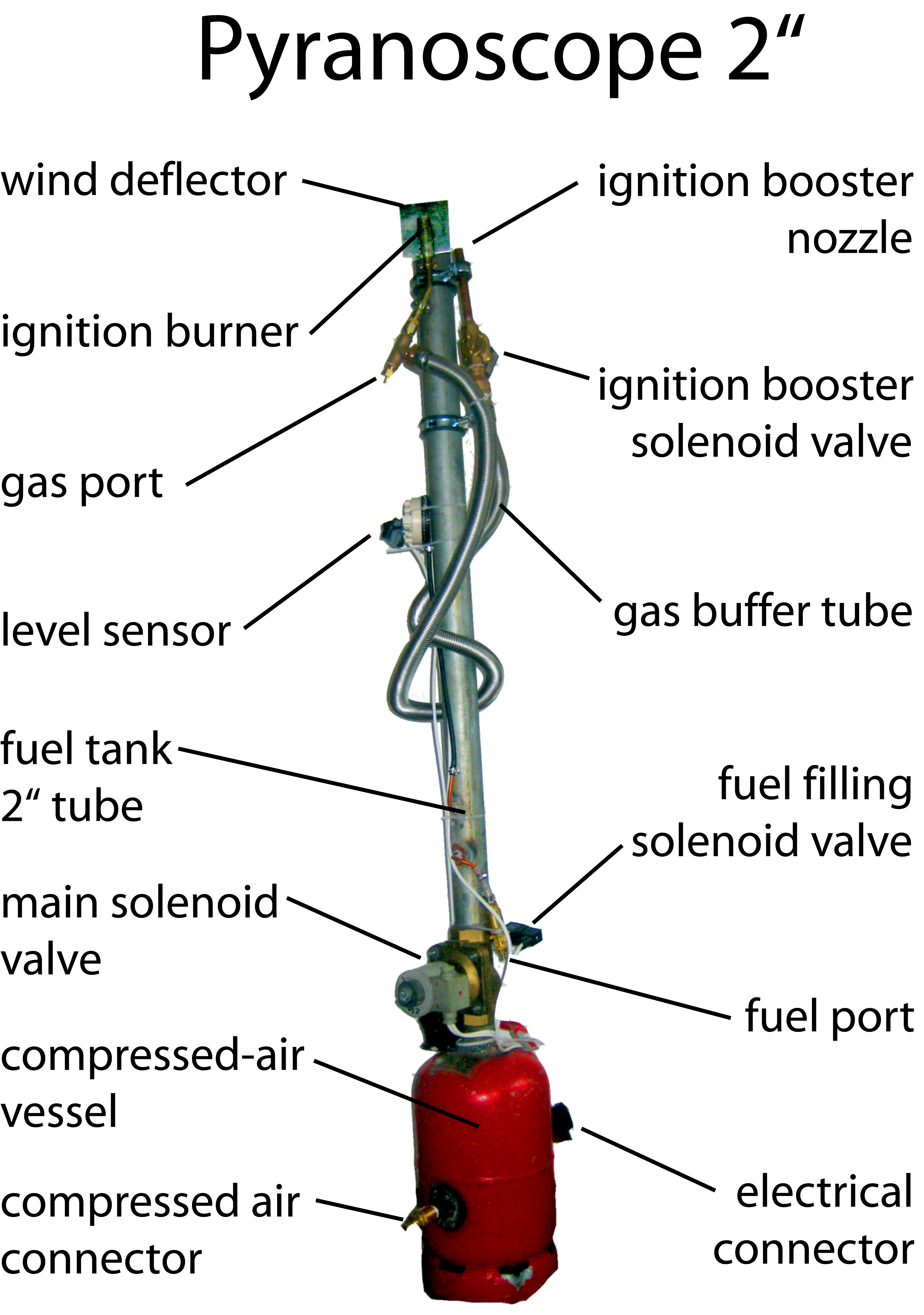
Piranoscopio: muestra de los principales componentes del instrumento: unidad de ignición, depósito de combustible, válvula solenoide principal y vasija de aire comprimido. Dimensiones: el diámetro del depósito ronda los 5 cm, la altura supera los 2 m. Consume alrededor de 3 litros de combustible por cada deflagración.

Un piranoscopio es un instrumento para mostrar grandes llamas controladas. El nombre piranoscopio tiene sus raíces en el griego, πῦρ "piro" que significa "fuego", Άνω "ano" que significa "cielo" y σκοπεῖν, "skopeîn", "mirar" o "ver". La ciencia que se encarga de investigar el progreso y propagación de las llamas haciendo uso de este instrumento se llama piranoscopia.

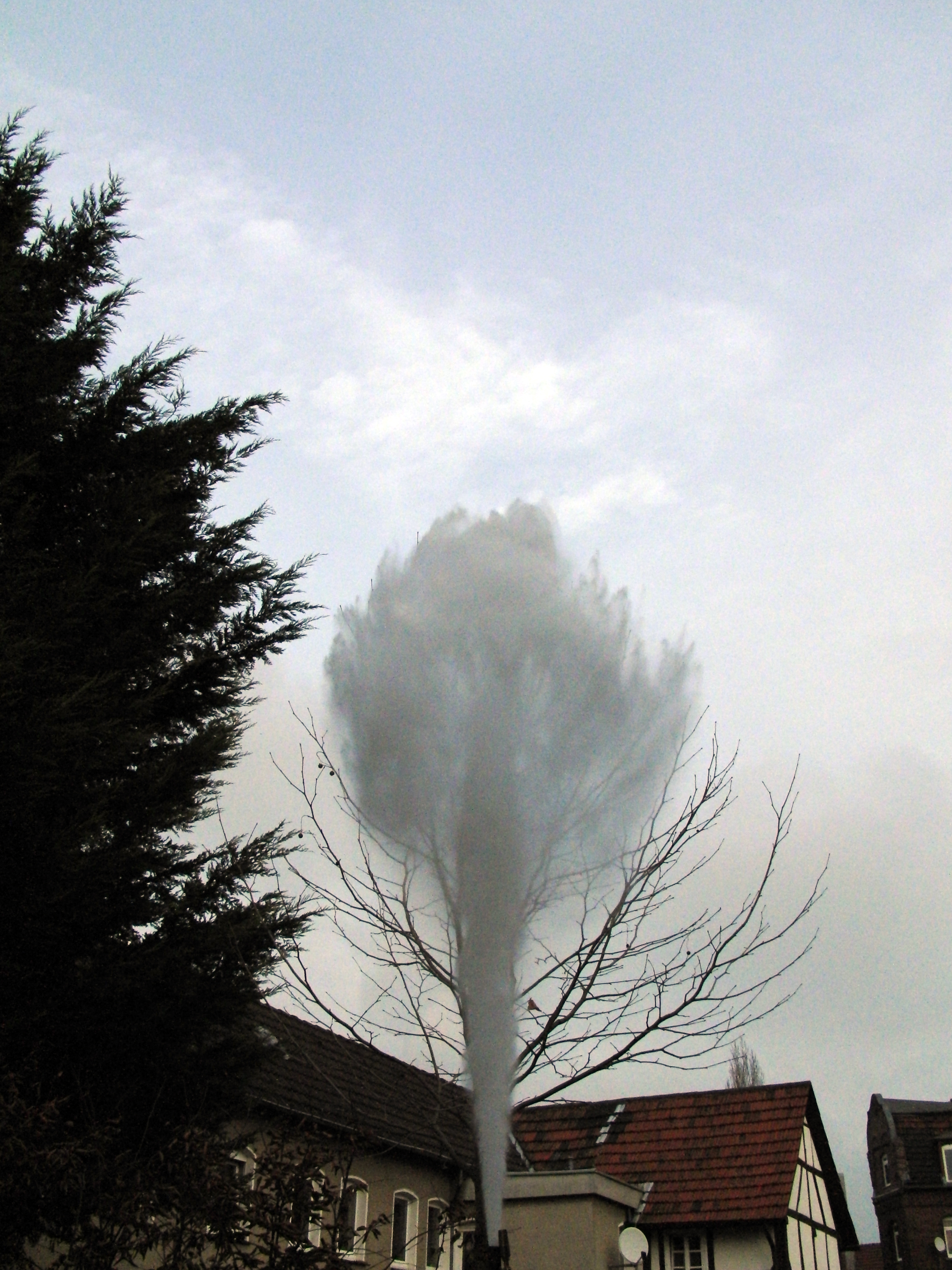
Piranoscopio de 2,5 cm en fase de atomización: Dimensiones: diámetro del depósito 2,5 cm, altura superior a 1,3 m. Consumo de combustible de 0,3 l por deflagración.

## Diseño de piranoscopios
Con el fin de conseguir una combustión controlada y adecuada de un combustible, la misión más importante de un piranoscopio es la atomización del combustible rápidamente para provocar una ignición segura.

Secuencia de disparo

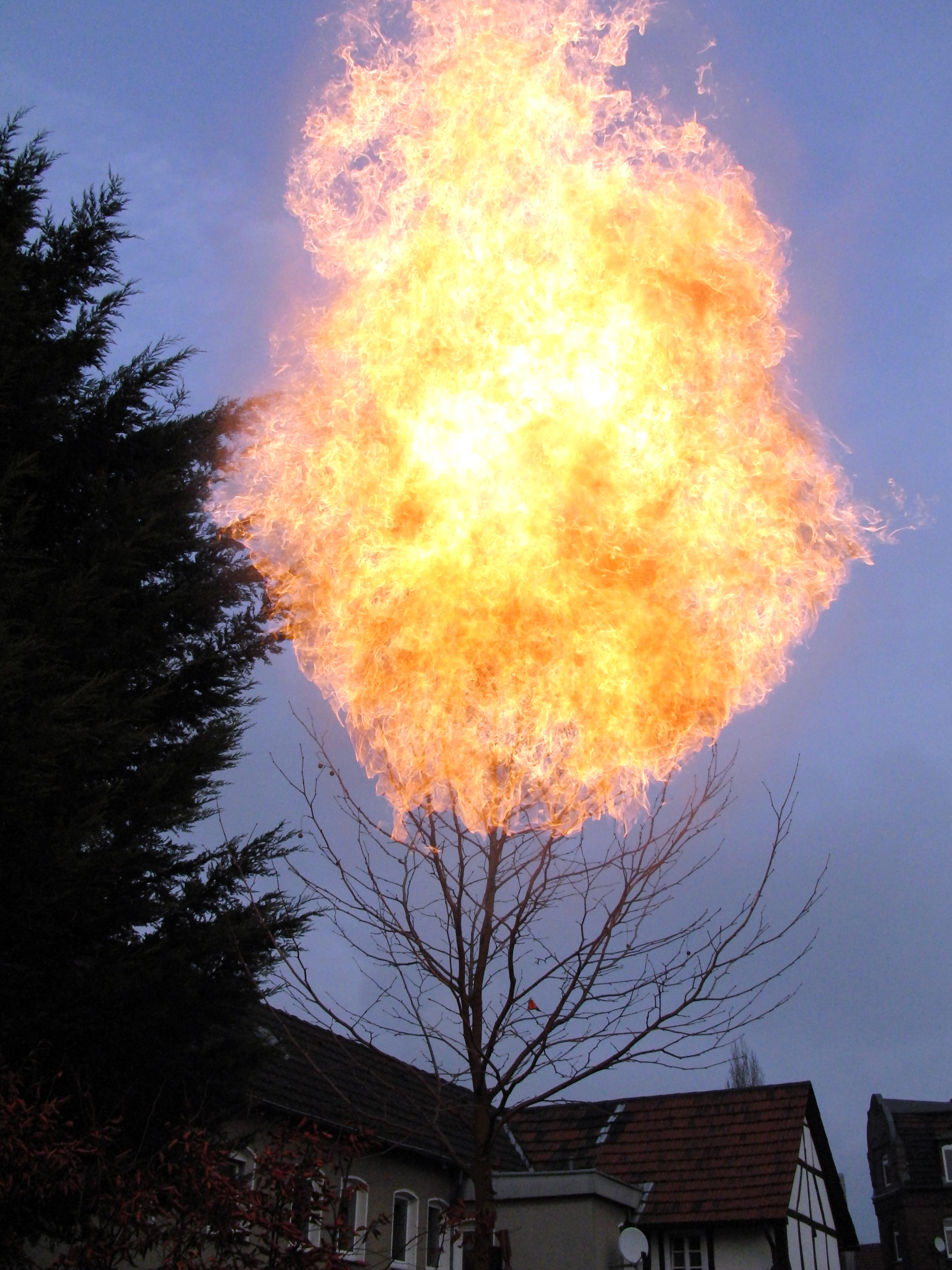
Piranoscopio en fase de ignición.

A diferencia de los lanzallamas, el combustible ha de ser atomizado anteriormente a la ignición. También existe la diferencia de que un piranoscopio sólo puede disparar en posición vertical, con un margen de error relativamente pequeño.
Para cumplir las medidas de seguridad, el combustible y el aire a presión han de estar aislados entre sí el mayor tiempo posible.

## Uso
Los piranoscopios se usan frecuentemente en ciencia y arte.
Para cumplir las medidas de seguridad de los piranoscopios es muy importante conectar el aire comprimido primero y presurizar la vasija. Así se evita que el combustible pueda entrar en la vasija debido a algún fallo.